# Пожежа Рея
Пожежа Рея — лісова пожежа, яка спалахнула в районі південного сходу від озера Качума в хребті над річкою Санта-Інез, округ Санта-Барбара, Каліфорнія, у 2016 році. Площа вигорілої землі на момент приборкання пожежі становила 131.95 км².

## Пожежа
Вперше про пожежу повідомили о 15:15 в четвер 18 серпня 2016 року, і до ранку 20 серпня вона охопила понад 53,52 км², збільшившись за ніч майже вчетверо. Близько 300 людей були евакуйовані зі своїх кемпінгів і резиденцій, а в п'ятницю офіційні представники дозволили 5 групам людей одночасно забирати особисті речі з їхніх кемпінгів.
Станом на ранок понеділка[якого?] над ліквідацією пожежі працювали близько 1200 пожежників, а також було залучено  11 літаків. Станом на ранок понеділка пожежа охопила 23 546 акрів і зросла до 20% локалізації за 4 дні та 14 годин з моменту її початку.
Національна метеорологічна служба повідомила в суботу, що пожежа спричинила появу пірокумулятивної хмари . Ця маса гарячого повітря нагадує грозову хмару, яка може згорнутися, коли повітря охолоне. Вітер може проявлятися у вигляді сильних поривів на поверхні, що може посилити пожежу. 
Ввечері 28 серпня, вогонь обвуглив 33 006 акрів і ще містився на території 54%[чого?] з невеликим і міг стати ще менше, якщо не розростання протягом ночі. 
Площу пожежі зменшено з 33 006 до 32 606 акрів (131,95 км2)   і було ліквідовано на 96% 1 вересня. 
16 вересня вогонь було повністю  ліквідовано, вигоріло 32606 акрів землі (131,95 км²). 
32,606 акра (0,13195 км2)   